# Charles Frérot d'Abancourt
Charles Frérot d'Abancourt (Paris, século XVIII — Munique, 1801).

## Biografia
Foi um engenheiro francês e director do depósito de mapas e plantas da comissão de obras publicas e chefe de serviços de obras públicas, tendo sido também chefe de tipografia do exército do Danúbio.